# Weserstadion
Weserstadion este un stadion din Bremen folosit de echipe din mai multe sporturi, dar în principal este folosit pentru fotbal.
Weserstadion a fost construit în 1909 doar ca teren de fotbal, aparținând clubului SV Werder Bremen (în vremea aceea purtând alt nume și echipa și stadionul). În 1926 s-au construit tribune în jurul terenului, datorită popularității lui Werder și a numărului de spectatori care veneau la meciuri. Acest proiect l-a transformat într-un stadion modern la vremea respectivă, și peste 4 ani a primit numele actual. În anii următori asociația de sporturi Werder Bremen a organizat și alte jocuri pe lângă fotbal găzduite de același stadion. Weserstadion a rezistat de-a lungul celui de-al Doilea Război Mondial fără a suferi daune, iar în 1963 tribunele au fost acoperite. Ultimul proiect memorabil în structura lui a fost construirea unei loje VIP în 1992.
Aici au concertat printre alții Bon Jovi, Michael Jackson, Depeche Mode, Metallica, The Rolling Stones, Guns N' Roses, Tina Turner și Van Halen.

## Galerie

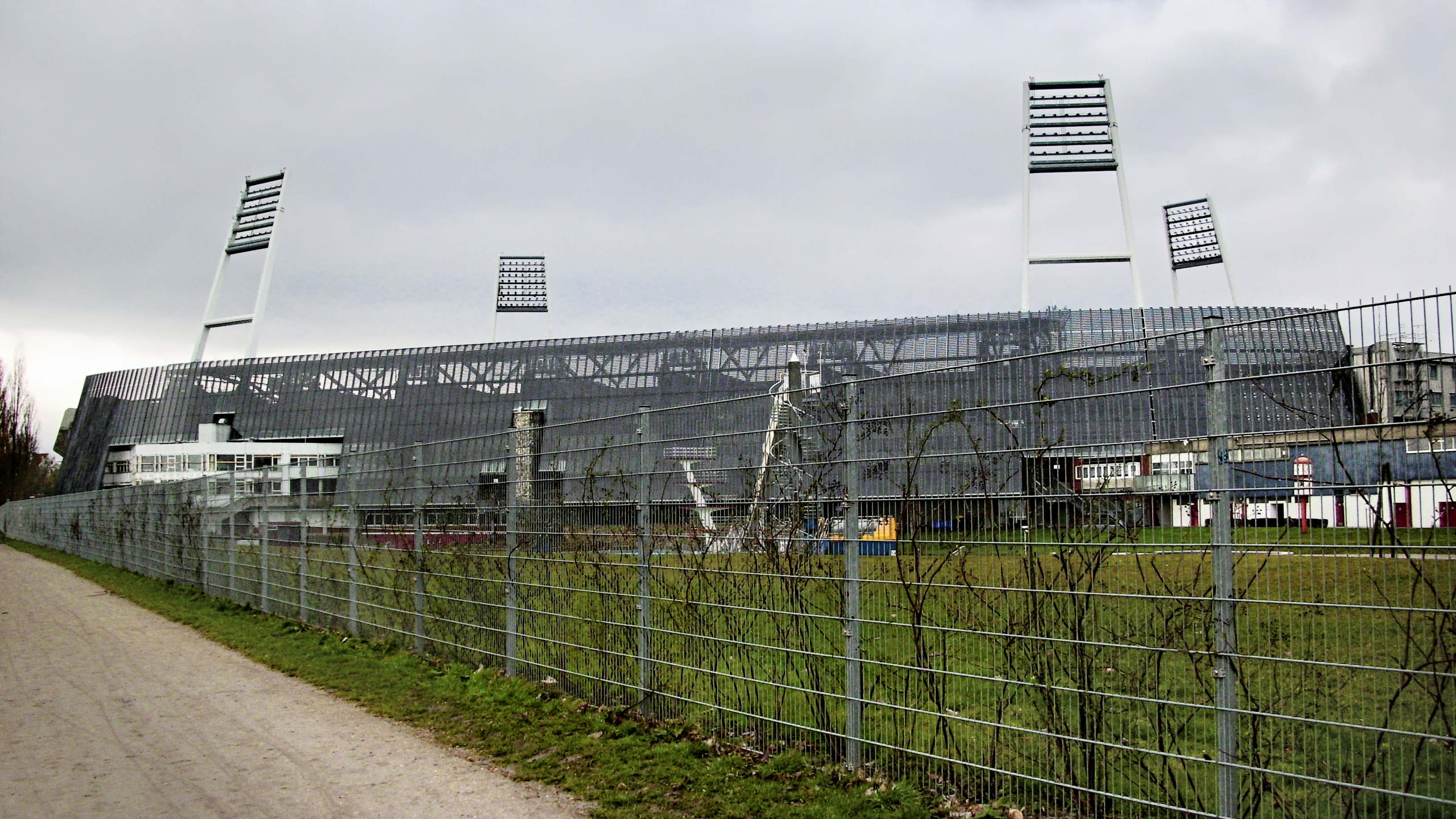
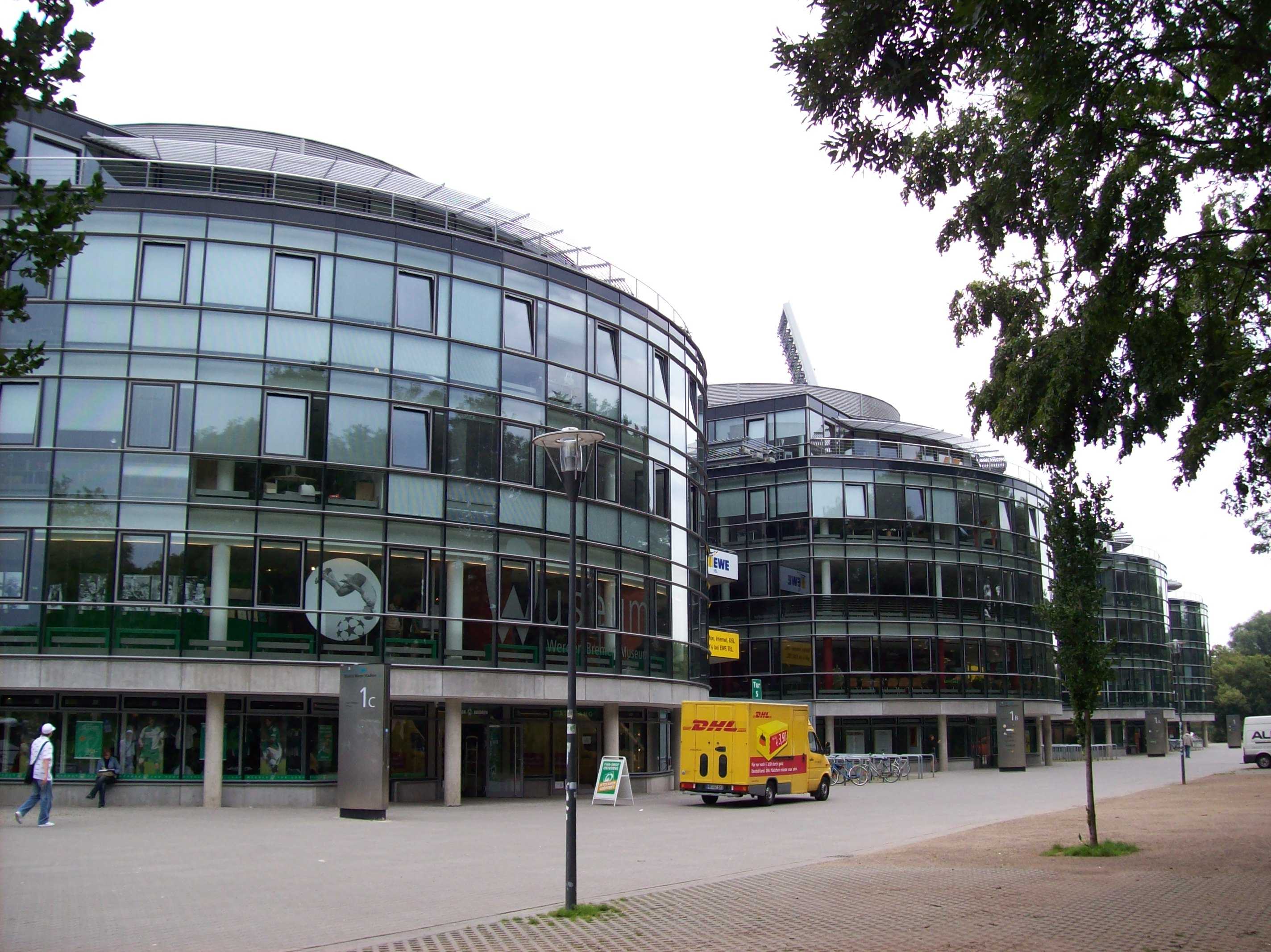
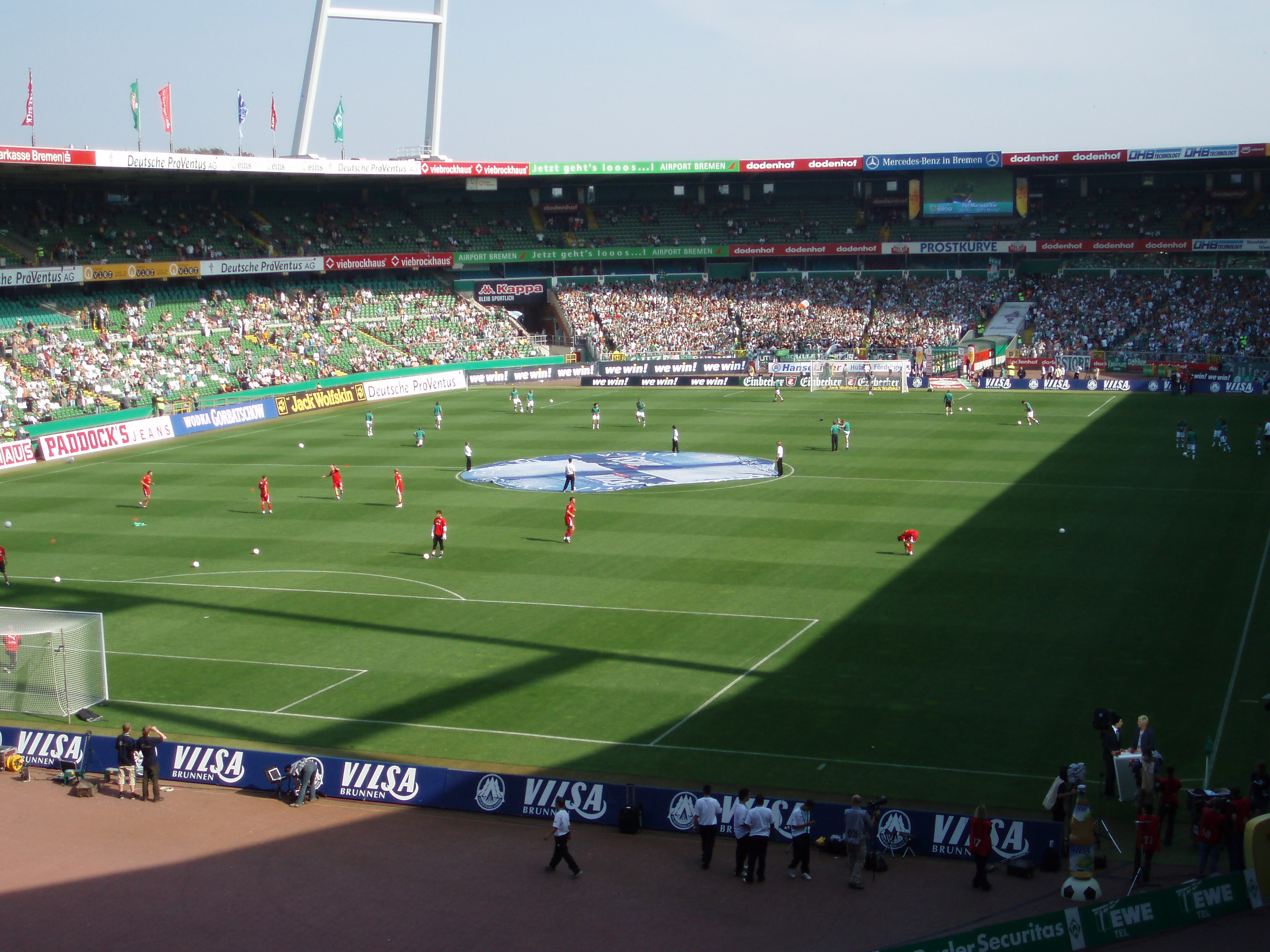
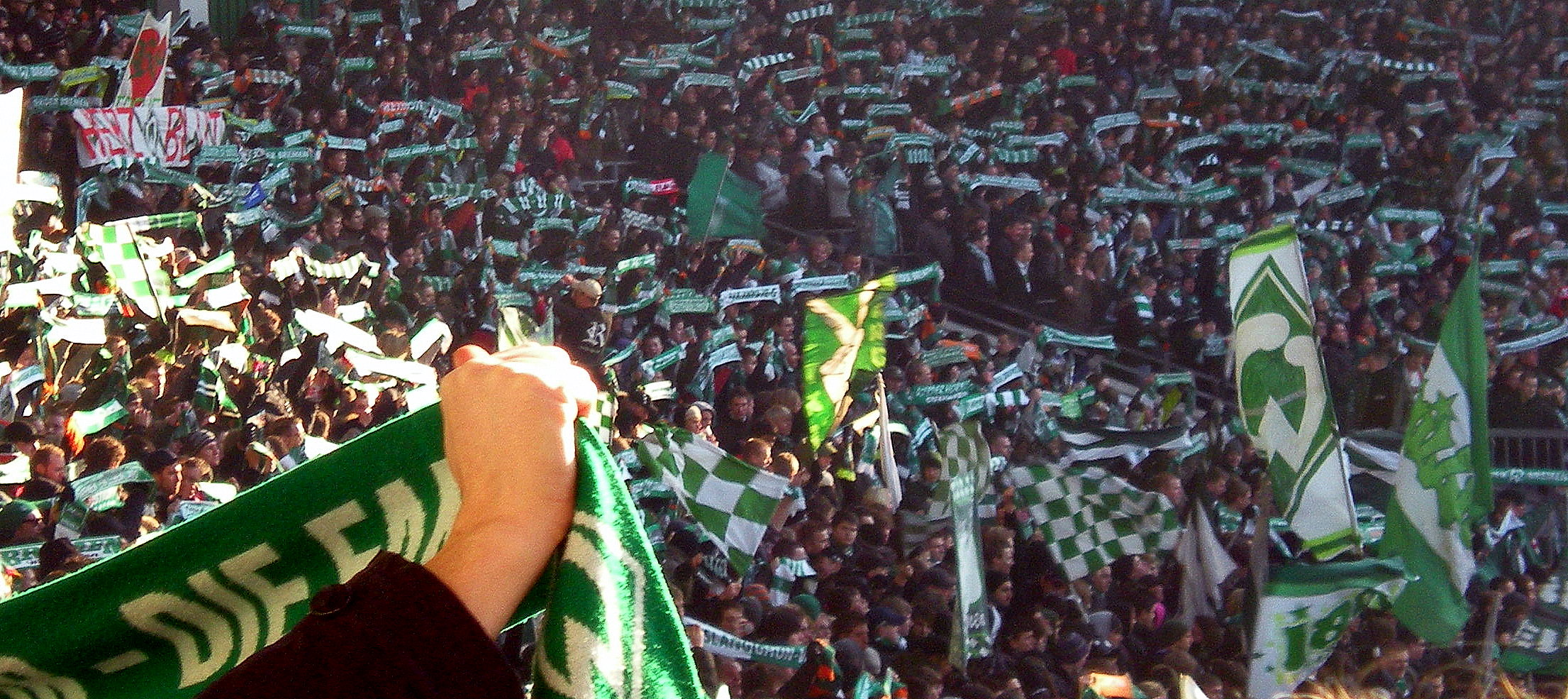